# Canthyporus exilis
Canthyporus exilis är en skalbaggsart som först beskrevs av Karl Henrik Boheman 1848.  Canthyporus exilis ingår i släktet Canthyporus och familjen dykare. Inga underarter finns listade i Catalogue of Life.